# Рио-Дульсе (река, впадает в Карибское море)
Рио-Дульсе (исп. Río Dulce) — река в Гватемале. Длина реки — 43 км. Площадь водосборного бассейна — 8161,4 км².
Исток — крупнейшее озеро страны Исабаль. Рио-Дульсе протекает в северо-восточном направлении, где впадает в Карибское море у города Ливингстон.
В месте истока Рио-Дульсе на озере Исабаль расположен форт Сан-Фелипе-де-Лара[страница не указана 321 день]. Строение находится в предварительном списке ЮНЕСКО.
Река протекает через небольшое озеро Эль-Гольфете, где образован национальный парк Рио-Дульсе площадью 130 км², включающий в себя берега с мангровым лесом, а также воды озера и часть реки.

## Галерея

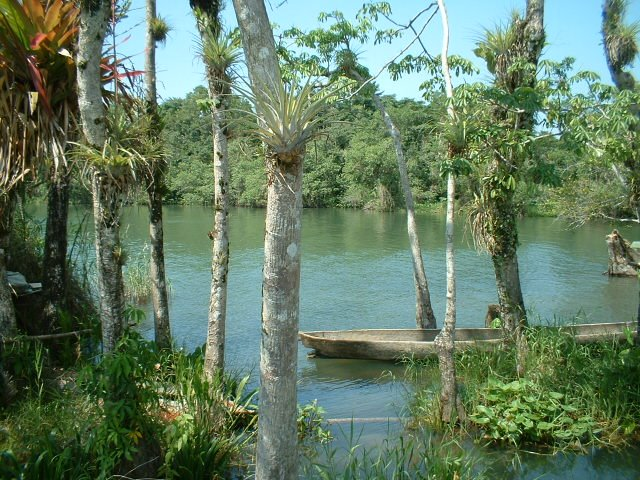
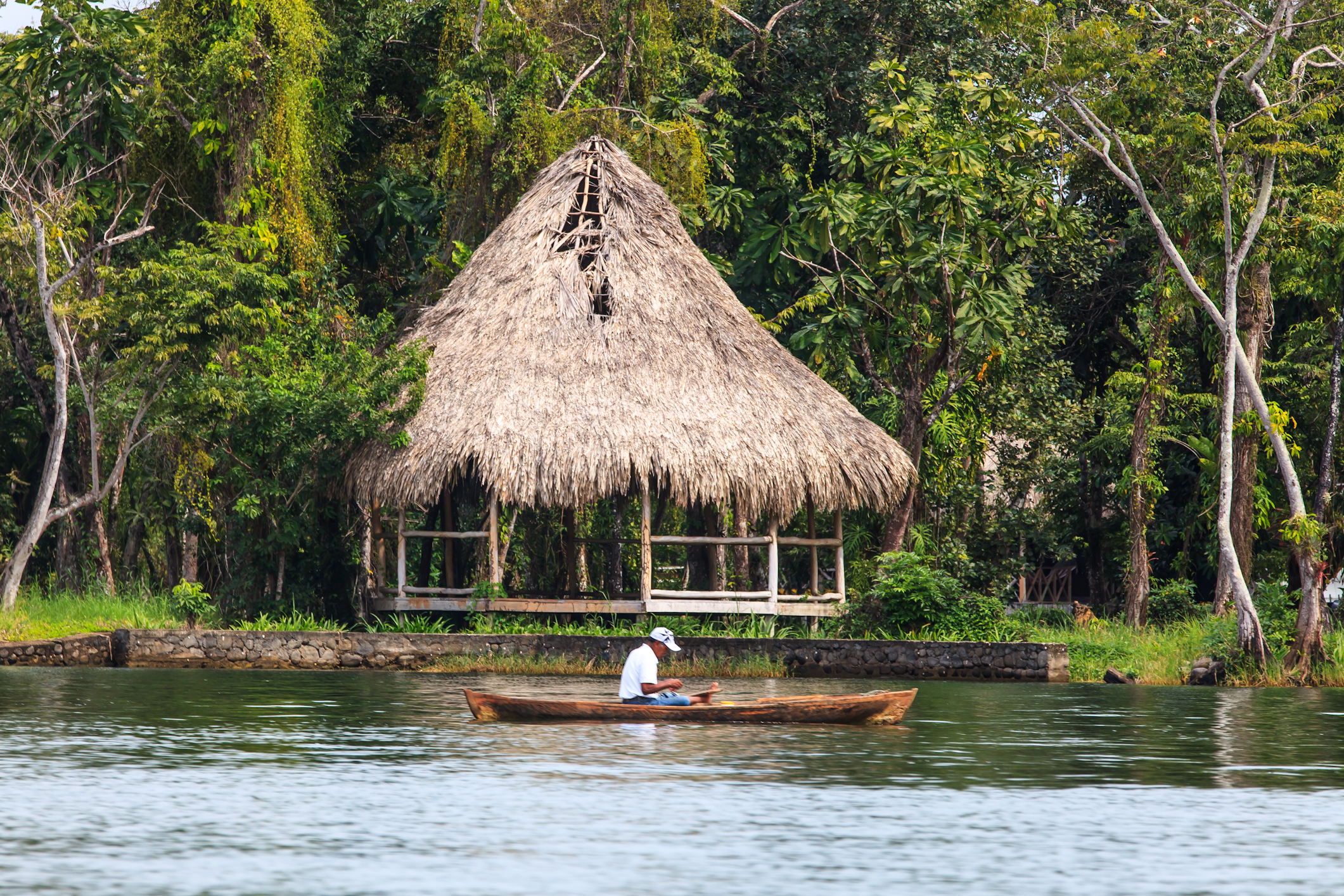
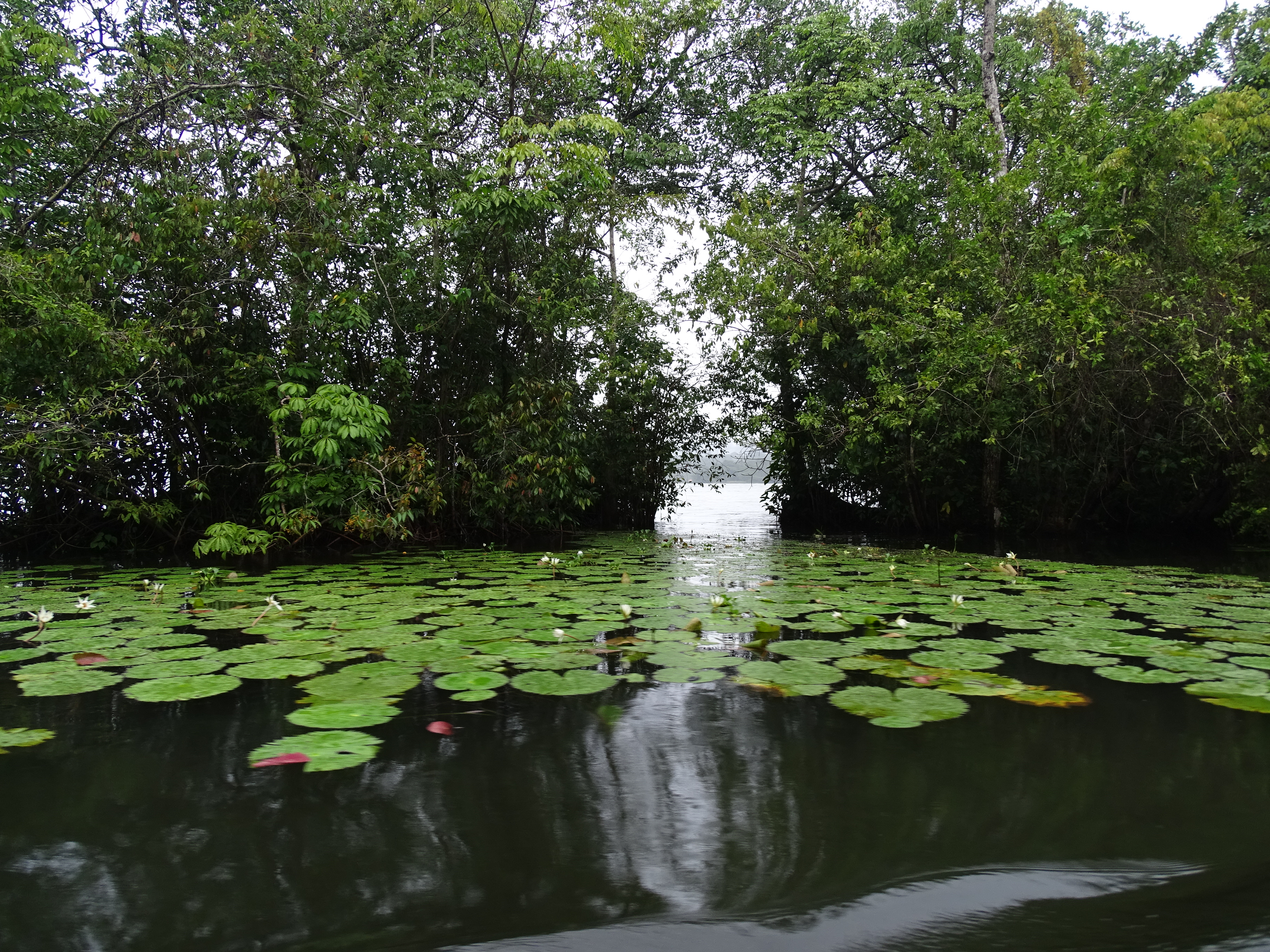
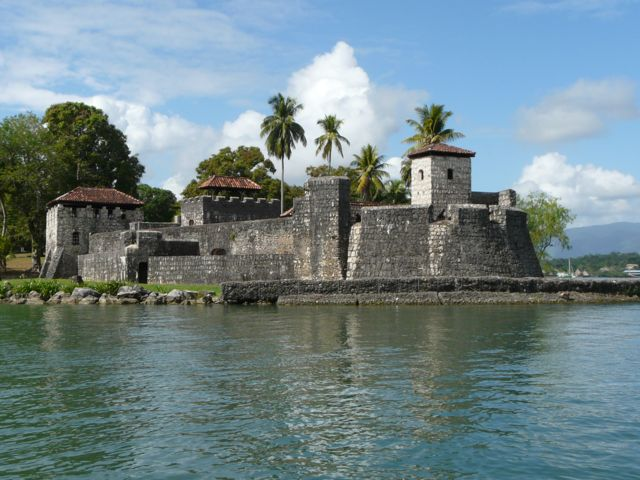
Форт Сан-Фелипе-де-Лара